# Zuia
Zuia (baskisch und offiziell; spanisch Zuya) ist eine baskische Gemeinde in der Provinz Álava im Baskenland in Nord-Spanien. Die Gemeinde ist mit etwas über 120 km² Fläche eine der größten Gemeinden Alavas.

## Geschichte
Zuia wurde im Jahre 1025 erstmals urkundlich erwähnt.

## Politik
| Partei   | 2015      | 2015  | 2011      | 2011  |
| Partei   | Stimmen % | Sitze | Stimmen % | Sitze |
| Bildu    | *         | *     | 27,21 %   | 4     |
| EAJ-PNVO | *         | *     | 23,83 %   | 3     |
| ZBG-Z    | *         | *     | 23,51 %   | 3     |
| PP       | *         | *     | 10,95 %   | 1     |

Quelle: Spanisches Innenministerium

## Bevölkerungsentwicklung der Provinz
Quelle: INE-Archiv – grafische Aufarbeitung für Wikipedia

## Kultur
Sprachpolitik

Bis zum 19. Jahrhundert sprachen die Einwohner von Zuia Baskisch. Heute sind nur noch 20 % der Bevölkerung baskischsprachig.
Sehenswürdigkeiten
- Naturpark Gorbeia
- Honig-Museum in Murgia
- Denkmalgeschütztes Landhaus Nr. 17 aus dem 17. Jahrhundert in Bitoriano

## Kommunen
Kommunen der Gemeinde Zuia:
- Altube
- Ametzaga Zuia
- Aperregi
- Bitoriano
- Domaikia
- Gillerna
- Jugo
- Lukiano
- Markina
- Murgia (Hauptstadt der Gemeinde)
- Sarria
- Zarete
- Ziorraga